# Magelang (huyện)

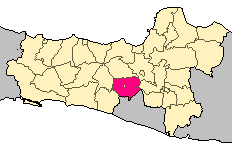
Vị trí tại Trung Java

Magelang là một huyện (tiếng Indonesia: kabupaten) thuộc tỉnh Trung Java tại Indonesia. Huyện lị là thành phố Mungkid. Trên địa bàn huyện có Borobudur, một đền tháp Phật giáo và là di sản thế giới. Huyện có diện tích 1.085,73 km². dân số năm 2008 là 1.204.974 người, mật độ đạt 1.109,83 người/km².
Magelang được chia thành các phó huyện/xã: Bandongan, Borobudur, Candimulyo, Dukun, Grabag, Kajoran, Kaliangkrik, Mertoyudan, Mungkid, Muntilan, Ngablak, Ngluwar, Pakis, Salam, Salaman, Sawangan, Secang, Srumbung, Tegalrejo, Tempuran, Windusari.